# 顺江州
顺江州，元朝时在云南设置的州。
元世祖至元十一年（1274年）置，治所在今云南省腾冲县北六十里顺江街。属云南行省大理金齿宣慰司大理路腾冲府。元顺帝至正七年（1347年）改为宣抚司，不久废入腾冲府。